# Récif Grierson
Le récif Grierson (en anglais Grierson Reef, en vietnamien Đảo Sinh Tồn Đông, en tagalog Pulo ng Julian Felipe, en mandarin Rǎnqīng shāzhōu (en sinogramme traditionnel 染青沙洲)), est une caye dans la partie orientale du banc de l'Union des îles Spratleys en mer de Chine méridionale,.

## Toponymie
Le récif Grierson est nommé d'après John Grierson (1909-1977), pilote de vol longue distance, pilote d'essai, auteur et administrateur de l'aviation anglais.

## Géographie

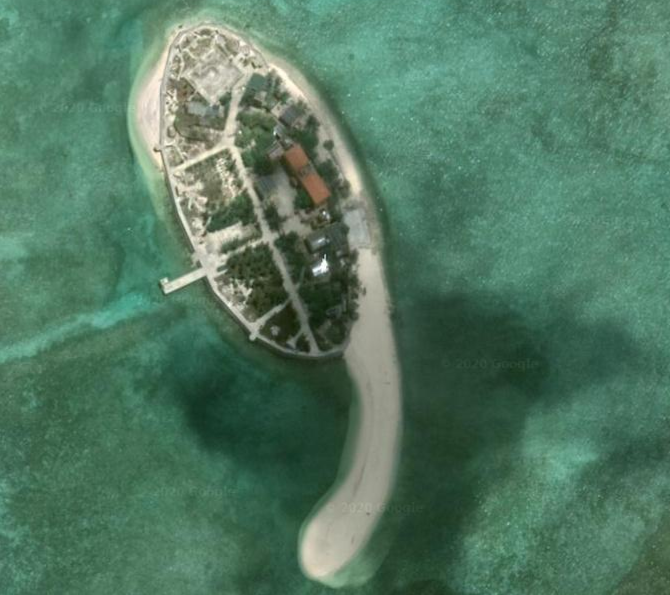
Image satellite de la zone bâtie du récif Grierson.

La caye est composée d'une zone bâtie allongée (environ 175 m de long sur 50 m de large et une superficie de 6 700 m2) enfermée dans une large digue. Une végétation terrestre avec des arbres est observée à l’intérieur de la digue. À l'est de la digue se trouve une zone de sable hors de l'eau de 8 200 m2,.

## Revendication de souveraineté
Comme pour toutes les îles Spratleys, la propriété de la caye est contestée. Le récif Grierson est occupé par le Viêt Nam depuis 1978 et revendiqué par la république populaire de Chine, la république de Chine (Taïwan) et les Philippines.